# كيته شتروبل
كيته شتروبل (بالألمانية: Käte Strobel)؛ (23 يوليو 1907,نورنبيرغ - 26 مارس 1996, نورنبيرغ)، كانت سياسية ألمانية تنتمي إلى الحزب الديمقراطي الاجتماعي الألماني (SPD). شغلت كيت ستروبل منصب وزير الصحة الإتحادية لجمهورية ألمانيا الغربية في حكومة المستشار كورت غورغ كيزنغر مابين عامي (1966 - 1969) وفي حكومة المستشار فيلي برانت مابين عامي (1969 - 1972)

## روابط خارجية
- كيته شتروبل على موقع مونزينجر (الألمانية)